# Avstrazija
Avstrazija je bil naziv severovzhodnega dela Frankovske države v obdobju merovinških kraljev, za razliko od Nevstrije, ki se je nahajala na severozahodu. Obsegala je ozemlje današnje vzhodne Francije, zahodne Nemčije, Belgije, Luksemburga in Nizozemske. Metz je bil glavno mesto Avstrazije, čeravno so nekateri avstrazijski kralji vladali turi iz Reimsa.

## Zgodovina
Po smrti frankovskega kralja Klodvika I.  leta 511, je bilo njegovo kraljestvo razdeljeno med njegove štiri sinove. Teodorik I. je dobil dežele,  ki so kasneje postale Avstrazija. Teuderikovi potomci so vladali v Avstraziji vse do leta 555, ko je bilo to kraljestvo združeno z drugim frankovskim kraljestvom Klotarja I., ki je do leta 588 nasledil vsa frankovska ozemlja. Klotar je podelil svoje kraljestvo svojim štirim sinovom. S smrtjo Kariberta I. leta 567 so nastala tri kraljestva: Avstrazija pod Sigibertom I., Nevstrija pod  Hilderikom I. in Burgundija. Ta tri kraljestva so definirala politično razdelitev Frankovske vse do vzpona Karolinga.
Pod Karolingi in kasneje, so z Avstrazijo pogosto imenovali vzhodni del frankovsko karolinškega kraljestva.